# Vingt-troisième district congressionnel de Floride
La  23e district congressionnel de Floride est un district situé dans la région du Grand Miami et couvrant certaines parties du comté de Broward et du sud du comté de Palm Beach. Dans le cycle de redécoupage de 2020, il a été désigné comme successeur du 22e district précédent et comprend Boca Raton, Coral Springs, la majeure partie de Deerfield Beach et Fort Lauderdale, ainsi que des parties de Pompano Beach. L'itération précédente du 23e district, qui comprenait Davie et Pembroke Pines, a été rebaptisée 25e district. Le district, ainsi que deux autres districts du Grand Miami, possède l'une des plus fortes concentrations de Juifs américains, représentant environ 14 % de l'électorat.
De 2003 à 2012, l'ancien 23e district se composait d'une grande partie du comté de Broward et de parties du comté de Palm Beach. Le quartier comprenait Pompano Beach, Boynton Beach et Belle Glade.
Le 23e district congressionnel de Floride a été créé après le recensement américain de 1990. Le Démocrate Alcee Hastings a été élu lors de la première élection du district en 1992 jusqu'à ce qu'il soit redécoupé dans le 20e district congressionnel en 2013. De 2003 à 2013, l'ancien 23e district comprenait une grande partie du comté de Broward et des parties du comté de Palm Beach. Le district comprenait Pompano Beach, Boynton Beach et Belle Glade.
De 2013 à 2023, le district comprenait des villes telles que Weston, Davie, Pembroke Pines et Aventura, ainsi que l'aéroport international de Fort Lauderdale-Hollywood et la Nova Southeastern University.
Le district est actuellement représenté par le Démocrate Jared Moskowitz.

## Géographie
| #  | Comté      | Siège           | Population |
| -- | ---------- | --------------- | ---------- |
| 11 | Broward    | Fort Lauderdale | 1 962 531  |
| 99 | Palm Beach | West Palm Beach | 1 533 801  |

### Villes de 10 000 habitants ou plus
- Fort Lauderdale - 183 146
- Coral Springs - 134 394
- Pompano Beach - 112 302
- Boca Raton - 99 009
- Deerfield Beach - 86 772
- Margate - 58 712
- Coconut Creek - 57 348
- Oakland Park - 44 229
- Parkland - 34 670
- Wilton Manors - 11 426
- Lighthouse Point - 10 486

### 2 500 à 10 000 habitants
- Lauderdale-by-the-Sea - 6 198 habitants
- Highland Beach - 4 295
- Watergate - 3 459

## Historique de vote
| Année | Poste             | Résultats                       |
| ----- | ----------------- | ------------------------------- |
| 2004  | Président         | Kerry 76,0 % – 24,0 %           |
| 2008  | Président         | Obama 83,0 % – 17,0 %           |
| 2012  | Président         | Obama 62,0 % – 38,0 %           |
| 2016  | Président         | Hillary Clinton 61,3 % – 37,0 % |
| 2016  | Sénat             | Murphy 57,8 % - 39,8 %          |
| 2018  | Sénat             | Nelson 63,7 % - 36,3 %          |
| 2018  | Gouverneur        | Gillum 62,2 % - 37,0 %          |
| 2018  | Procureur Général | Shaw (en) 61,3 % - 37,0 %       |
| 2020  | Président         | Biden 58,2 % - 41,0 %           |
| 2022  | Gouverneur        | DeSantis 50,1 % - 49,3 %        |
| 2022  | Sénat             | Demings 51,0 % - 48,0 %         |

## Liste des représentants du district
| Membre                            | Parti     | Années                          | Congrès     | Histoire électorale | Zone géographique                                                                    |
| --------------------------------- | --------- | ------------------------------- | ----------- | --- | ------------------------------------------------------------------------------------ |
| District établi le 3 janvier 1993 |           |                                 |             | |                                                                                      |
| Alcee Hastings                    | Démocrate | 3 janvier 1993 - 3 janvier 2013 | 103e - 112e | Élu en 1992. Réélu en 1994. Réélu en 1996. Réélu en 1998. Réélu en 2000. Réélu en 2002. Réélu en 2004. Réélu en 2006. Réélu en 2008. Réélu en 2010. Redécoupage depuis le 20e district. | 1993-2003                                                                            |
| Alcee Hastings                    | Démocrate | 3 janvier 1993 - 3 janvier 2013 | 103e - 112e | Élu en 1992. Réélu en 1994. Réélu en 1996. Réélu en 1998. Réélu en 2000. Réélu en 2002. Réélu en 2004. Réélu en 2006. Réélu en 2008. Réélu en 2010. Redécoupage depuis le 20e district. | 2003–2013                                                                            |
| Debbie Wasserman Schultz          | Démocrate | 3 janvier 2013 - 3 janvier 2023 | 113e - 117e | Redécoupage depuis le 20e district et réélue en 2012. Réélue en 2014. Réélue en 2016. Réélue en 2018. Réélue en 2020. Redécoupage vers le 25e district.                                 | 2013–2017                                                                            |
| Jared Moskowitz                   | Démocrate | 3 janvier 2023 - en cours       | 118e        | Élu en 2022. | 2023–en cours : Partie côtière du Comté de Broward, et du Sud du Comté de Palm Beach |

## Résultats des récentes élections
Voici les résultats des dix précédents cycles électoraux dans le district.

### 2004
| Élection de 2004 du 23e district congressionnel de Floride | Élection de 2004 du 23e district congressionnel de Floride | Élection de 2004 du 23e district congressionnel de Floride | Élection de 2004 du 23e district congressionnel de Floride | Élection de 2004 du 23e district congressionnel de Floride |
| ---------------------------------------------------------- | ---------------------------------------------------------- | ---------------------------------------------------------- | ---------------------------------------------------------- | ---------------------------------------------------------- |
| Parti                                                      | Parti                                                      | Candidat                                                   | Votes                                                      | %                                                          |
|                                                            | Démocrate                                                  | Alcee Hastings (sortant)                                   | 49 284                                                     | 74,23                                                      |
|                                                            | Démocrate                                                  | Keith A. Clayborne                                         | 17 106                                                     | 25,77                                                      |
| Total des votes                                            | Total des votes                                            | Total des votes                                            | 66 390                                                     | 100 %                                                      |
|                                                            | Les Démocrates conservent                                  |                                                            |                                                            |                                                            |

### 2006
| Élection de 2006 du 23e district congressionnel de Floride | Élection de 2006 du 23e district congressionnel de Floride | Élection de 2006 du 23e district congressionnel de Floride | Élection de 2006 du 23e district congressionnel de Floride | Élection de 2006 du 23e district congressionnel de Floride |
| ---------------------------------------------------------- | ---------------------------------------------------------- | ---------------------------------------------------------- | ---------------------------------------------------------- | ---------------------------------------------------------- |
| Parti                                                      | Parti                                                      | Candidat                                                   | Votes                                                      | %                                                          |
|                                                            | Démocrate                                                  | Alcee Hastings (sortant)                                   | 106 278                                                    | 100 %                                                      |
|                                                            | Les Démocrates conservent                                  |                                                            |                                                            |                                                            |

### 2008
| Élection de 2008 du 23e district congressionnel de Floride | Élection de 2008 du 23e district congressionnel de Floride | Élection de 2008 du 23e district congressionnel de Floride | Élection de 2008 du 23e district congressionnel de Floride | Élection de 2008 du 23e district congressionnel de Floride |
| ---------------------------------------------------------- | ---------------------------------------------------------- | ---------------------------------------------------------- | ---------------------------------------------------------- | ---------------------------------------------------------- |
| Parti                                                      | Parti                                                      | Candidat                                                   | Votes                                                      | %                                                          |
|                                                            | Démocrate                                                  | Alcee Hastings (sortant)                                   | 172 835                                                    | 82,18                                                      |
|                                                            | Républicain                                                | Marion D. Thorpe Jr.                                       | 37 431                                                     | 17,80                                                      |
|                                                            | Indépendant                                                | April Cook                                                 | 40                                                         | 0,02                                                       |
| Total des votes                                            | Total des votes                                            | Total des votes                                            | 210 306                                                    | 100 %                                                      |
|                                                            | Les Démocrates conservent                                  |                                                            |                                                            |                                                            |

### 2010
| Élection de 2010 du 23e district congressionnel de Floride | Élection de 2010 du 23e district congressionnel de Floride | Élection de 2010 du 23e district congressionnel de Floride | Élection de 2010 du 23e district congressionnel de Floride | Élection de 2010 du 23e district congressionnel de Floride |
| ---------------------------------------------------------- | ---------------------------------------------------------- | ---------------------------------------------------------- | ---------------------------------------------------------- | ---------------------------------------------------------- |
| Parti                                                      | Parti                                                      | Candidat                                                   | Votes                                                      | %                                                          |
|                                                            | Démocrate                                                  | Alcee Hastings (sortant)                                   | 100 066                                                    | 79,12                                                      |
|                                                            | Républicain                                                | Bernard Sansaricq                                          | 26 414                                                     | 20,88                                                      |
| Total des votes                                            | Total des votes                                            | Total des votes                                            | 126 480                                                    | 100 %                                                      |
|                                                            | Les Démocrates conservent                                  |                                                            |                                                            |                                                            |

### 2012
| Élection de 2012 du 23e district congressionnel de Floride | Élection de 2012 du 23e district congressionnel de Floride | Élection de 2012 du 23e district congressionnel de Floride | Élection de 2012 du 23e district congressionnel de Floride | Élection de 2012 du 23e district congressionnel de Floride |
| ---------------------------------------------------------- | ---------------------------------------------------------- | ---------------------------------------------------------- | ---------------------------------------------------------- | ---------------------------------------------------------- |
| Parti                                                      | Parti                                                      | Candidat                                                   | Votes                                                      | %                                                          |
|                                                            | Démocrate                                                  | Debbie Wasserman Schultz                                   | 174 205                                                    | 63,25                                                      |
|                                                            | Républicain                                                | Karen Harrington                                           | 98 096                                                     | 35,62                                                      |
|                                                            | Indépendant                                                | Ilya Katz                                                  | 3 129                                                      | 1,13                                                       |
| Total des votes                                            | Total des votes                                            | Total des votes                                            | 275 430                                                    | 100 %                                                      |
|                                                            | Les Démocrates conservent                                  |                                                            |                                                            |                                                            |

### 2014
| Élection de 2014 du 23e district congressionnel de Floride | Élection de 2014 du 23e district congressionnel de Floride | Élection de 2014 du 23e district congressionnel de Floride | Élection de 2014 du 23e district congressionnel de Floride | Élection de 2014 du 23e district congressionnel de Floride |
| ---------------------------------------------------------- | ---------------------------------------------------------- | ---------------------------------------------------------- | ---------------------------------------------------------- | ---------------------------------------------------------- |
| Parti                                                      | Parti                                                      | Candidat                                                   | Votes                                                      | %                                                          |
|                                                            | Démocrate                                                  | Debbie Wasserman Schultz (sortante)                        | 103 269                                                    | 62,67                                                      |
|                                                            | Républicain                                                | Joe Kaufman                                                | 61 519                                                     | 37,33                                                      |
| Total des votes                                            | Total des votes                                            | Total des votes                                            | 164 788                                                    | 100 %                                                      |
|                                                            | Les Démocrates conservent                                  |                                                            |                                                            |                                                            |

### 2016
| Élection de 2016 du 23e district congressionnel de Floride | Élection de 2016 du 23e district congressionnel de Floride | Élection de 2016 du 23e district congressionnel de Floride | Élection de 2016 du 23e district congressionnel de Floride | Élection de 2016 du 23e district congressionnel de Floride |
| ---------------------------------------------------------- | ---------------------------------------------------------- | ---------------------------------------------------------- | ---------------------------------------------------------- | ---------------------------------------------------------- |
| Parti                                                      | Parti                                                      | Candidat                                                   | Votes                                                      | %                                                          |
|                                                            | Démocrate                                                  | Debbie Wasserman Schultz (sortante)                        | 183 225                                                    | 56,70                                                      |
|                                                            | Républicain                                                | Joe Kaufman                                                | 130 818                                                    | 40,49                                                      |
|                                                            | Indépendant                                                | Don Endriss                                                | 5 180                                                      | 1,60                                                       |
|                                                            | Indépendant                                                | Lyle Milstein                                              | 3 897                                                      | 1,21                                                       |
| Total des votes                                            | Total des votes                                            | Total des votes                                            | 323 120                                                    | 100 %                                                      |
|                                                            | Les Démocrates conservent                                  |                                                            |                                                            |                                                            |

### 2018
| Élection de 2018 du 23e district congressionnel de Floride | Élection de 2018 du 23e district congressionnel de Floride | Élection de 2018 du 23e district congressionnel de Floride | Élection de 2018 du 23e district congressionnel de Floride | Élection de 2018 du 23e district congressionnel de Floride |
| ---------------------------------------------------------- | ---------------------------------------------------------- | ---------------------------------------------------------- | ---------------------------------------------------------- | ---------------------------------------------------------- |
| Parti                                                      | Parti                                                      | Candidat                                                   | Votes                                                      | %                                                          |
|                                                            | Démocrate                                                  | Debbie Wasserman Schultz (sortante)                        | 161 611                                                    | 58,5                                                       |
|                                                            | Républicain                                                | Joe Kaufman                                                | 99 446                                                     | 36,0                                                       |
|                                                            | Indépendant                                                | Tim Canova                                                 | 13 697                                                     | 5,0                                                        |
|                                                            | Indépendant                                                | Don Endriss                                                | 1 612                                                      | 0,6                                                        |
| Total des votes                                            | Total des votes                                            | Total des votes                                            | 276 366                                                    | 100 %                                                      |
|                                                            | Les Démocrates conservent                                  |                                                            |                                                            |                                                            |

### 2020
| Élection de 2020 du 23e district congressionnel de Floride | Élection de 2020 du 23e district congressionnel de Floride | Élection de 2020 du 23e district congressionnel de Floride | Élection de 2020 du 23e district congressionnel de Floride | Élection de 2020 du 23e district congressionnel de Floride |
| ---------------------------------------------------------- | ---------------------------------------------------------- | ---------------------------------------------------------- | ---------------------------------------------------------- | ---------------------------------------------------------- |
| Parti                                                      | Parti                                                      | Candidat                                                   | Votes                                                      | %                                                          |
|                                                            | Démocrate                                                  | Debbie Wasserman Schultz (sortante)                        | 221 239                                                    | 58,19                                                      |
|                                                            | Républicain                                                | Carla Spalding                                             | 158 874                                                    | 41,78                                                      |
|                                                            | Républicain Indépendant (en)                               | Jeff Olson (write-in)                                      | 46                                                         | 0,01                                                       |
|                                                            | Républicain Indépendant (en)                               | D. B. Fugate (write-in)                                    | 37                                                         | 0,01                                                       |
| Total des votes                                            | Total des votes                                            | Total des votes                                            | 381 196                                                    | 100 %                                                      |
|                                                            | Les Démocrates conservent                                  |                                                            |                                                            |                                                            |

### 2022
| Primaire républicaine de 2022 du 23e district congressionnel de Floride | Primaire républicaine de 2022 du 23e district congressionnel de Floride | Primaire républicaine de 2022 du 23e district congressionnel de Floride | Primaire républicaine de 2022 du 23e district congressionnel de Floride | Primaire républicaine de 2022 du 23e district congressionnel de Floride |
| ----------------------------------------------------------------------- | ----------------------------------------------------------------------- | ----------------------------------------------------------------------- | ----------------------------------------------------------------------- | ----------------------------------------------------------------------- |
| Parti                                                                   | Parti                                                                   | Candidat                                                                | Votes                                                                   | %                                                                       |
|                                                                         | Républicain                                                             | Joe Budd                                                                | 12 592                                                                  | 37,6                                                                    |
|                                                                         | Républicain                                                             | James Pruden                                                            | 7 399                                                                   | 22,1                                                                    |
|                                                                         | Républicain                                                             | Darlene Cerezo Swaffar                                                  | 3 872                                                                   | 11,6                                                                    |
|                                                                         | Républicain                                                             | Christy McLaughlin                                                      | 3 832                                                                   | 11,4                                                                    |
|                                                                         | Républicain                                                             | Steve Chess                                                             | 2 840                                                                   | 8,5                                                                     |
|                                                                         | Républicain                                                             | Ira Weinstein                                                           | 2 297                                                                   | 6,9                                                                     |
|                                                                         | Républicain                                                             | Myles Perrone                                                           | 639                                                                     | 1,9                                                                     |

| Primaire démocrate de 2022 du 23e district congressionnel de Floride | Primaire démocrate de 2022 du 23e district congressionnel de Floride | Primaire démocrate de 2022 du 23e district congressionnel de Floride | Primaire démocrate de 2022 du 23e district congressionnel de Floride | Primaire démocrate de 2022 du 23e district congressionnel de Floride |
| -------------------------------------------------------------------- | -------------------------------------------------------------------- | -------------------------------------------------------------------- | -------------------------------------------------------------------- | -------------------------------------------------------------------- |
| Parti                                                                | Parti                                                                | Candidat                                                             | Votes                                                                | %                                                                    |
|                                                                      | Démocrate                                                            | Jared Moskowitz                                                      | 38 822                                                               | 61,1                                                                 |
|                                                                      | Démocrate                                                            | Ben Sorensen                                                         | 13 012                                                               | 20,5                                                                 |
|                                                                      | Démocrate                                                            | Hava Holzhauer                                                       | 5 276                                                                | 8,3                                                                  |
|                                                                      | Démocrate                                                            | Allen Ellison                                                        | 3 960                                                                | 6,2                                                                  |
|                                                                      | Démocrate                                                            | W. Michael Trout                                                     | 1 390                                                                | 2,2                                                                  |
|                                                                      | Démocrate                                                            | Michaelangelo Hamilton                                               | 1 064                                                                | 1,7                                                                  |

| Élection de 2022 du 23e district congressionnel de Floride | Élection de 2022 du 23e district congressionnel de Floride | Élection de 2022 du 23e district congressionnel de Floride | Élection de 2022 du 23e district congressionnel de Floride | Élection de 2022 du 23e district congressionnel de Floride |
| ---------------------------------------------------------- | ---------------------------------------------------------- | ---------------------------------------------------------- | ---------------------------------------------------------- | ---------------------------------------------------------- |
| Parti                                                      | Parti                                                      | Candidat                                                   | Votes                                                      | %                                                          |
|                                                            | Démocrate                                                  | Jared Moskowitz                                            | 143 951                                                    | 51,59                                                      |
|                                                            | Républicain                                                | Joe Budd                                                   | 130 681                                                    | 46,83                                                      |
|                                                            | Indépendant                                                | Christine Scott                                            | 3 079                                                      | 1,1                                                        |
|                                                            | Indépendant                                                | Mark Napier                                                | 1 338                                                      | 0,48                                                       |
| Total des votes                                            | Total des votes                                            | Total des votes                                            | 279 049                                                    | 100 %                                                      |
|                                                            | Les Démocrates conservent                                  |                                                            |                                                            |                                                            |

### 2024
La Primaire démocrate a été annulée. Jared Moskowitz (D-Sortant) avance vers l'élection générale.
| Primaire républicaine de 2024 du 23e district congressionnel de Floride | Primaire républicaine de 2024 du 23e district congressionnel de Floride | Primaire républicaine de 2024 du 23e district congressionnel de Floride | Primaire républicaine de 2024 du 23e district congressionnel de Floride | Primaire républicaine de 2024 du 23e district congressionnel de Floride |
| ----------------------------------------------------------------------- | ----------------------------------------------------------------------- | ----------------------------------------------------------------------- | ----------------------------------------------------------------------- | ----------------------------------------------------------------------- |
| Parti                                                                   | Parti                                                                   | Candidat                                                                | Votes                                                                   | %                                                                       |
|                                                                         | Républicain                                                             | Joe Kaufman                                                             | 9 503                                                                   | 35,4                                                                    |
|                                                                         | Républicain                                                             | Robert Weinroth                                                         | 5 524                                                                   | 20,6                                                                    |
|                                                                         | Républicain                                                             | Darlene Cerezo Swaffar                                                  | 5 118                                                                   | 19,1                                                                    |
|                                                                         | Républicain                                                             | Carla Spalding                                                          | 2 844                                                                   | 19,1                                                                    |
|                                                                         | Républicain                                                             | Joe Thelusca                                                            | 1 923                                                                   | 7,1                                                                     |
|                                                                         | Républicain                                                             | Gary Barve                                                              | 1 923                                                                   | 7,1                                                                     |

| Élection de 2024 du 23e district congressionnel de Floride | Élection de 2024 du 23e district congressionnel de Floride | Élection de 2024 du 23e district congressionnel de Floride | Élection de 2024 du 23e district congressionnel de Floride | Élection de 2024 du 23e district congressionnel de Floride |
| ---------------------------------------------------------- | ---------------------------------------------------------- | ---------------------------------------------------------- | ---------------------------------------------------------- | ---------------------------------------------------------- |
| Parti                                                      | Parti                                                      | Candidat                                                   | Votes                                                      | %                                                          |
|                                                            | Démocrate                                                  | Jared Moskowitz (sortant)                                  | 196 311                                                    | 52,4                                                       |
|                                                            | Républicain                                                | Joe Kaufman                                                | 178 006                                                    | 47,6                                                       |
| Total des votes                                            | Total des votes                                            | Total des votes                                            | 374 317                                                    | 100 %                                                      |
|                                                            | Les Démocrates conservent                                  |                                                            |                                                            |                                                            |